# فادی الخطیب
فادی الخطیب (زاده ۱۸ دسامبر ۱۹۷۹) بازیکن بسکتبال حرفه‌ای لبنانی است که برای باشگاه بسکتبال الشانفیل‎‎ در لیگ بسکتبال لبنان بازی می‌کند. او به‌طور گستره یکی از بهترین بازیکنان لبنان و آسیا در نظر گرفته می‌شود. همچنین او یکی از بازیکنان اصلی لبنان در جام جهانی فیبا ۲۰۰۲ در ایندیاناپلیس ایالات متحده آمریکا، جام جهانی فیبا ۲۰۰۶ در ژاپن و جام جهانی فیبا ۲۰۱۰ در ترکیه بوده‌است.

## سابقه حرفه‌ای
در ۱۹۹۷، فادی الخطیب با قراردادی به مدت سه به تیم الحکمة پیوست که بعداً به مدت ۷ سال تمدید شد. طی این زمان کنار الی مشنتف بازیکن کهنه‌کار لبانی و تأمین مالی آنتونیو شوییری، الخطیب ۷ بار قهرمانی لیگ بسکتبال لبنان، دو بار قهرمانی کاپ بسکتبال اعراب، و سه بار بسکتبال قهرمانی باشگاه‌های آسیا را با تیم ساجس (الحکمة) بدست آورد. الخطیب به تیم باشگاه الریادی بیروت منتقل شد که به آن‌ها در کسب اولین قهرمانی در بسکتبال قهرمانی باشگاه‌های آسیا کمک کرد. او همچنین در تیم الشامفیل بازی کرد و با کمک او این تیم در سال ۲۰۱۲ به قهرمانی لیگ دست یافت. در ۱۰ نوامبر ۲۰۱۶، فادی الخطیب با باشگاه بسکتبال الهومنتمن بیروت قرارداد بست.

## تیم ملی
الخطیب اولین بازی ملی خود برای تیم ملی بسکتبال لبنان را در سال ۱۹۹۹ انجام داد. او به لبنان کمک کرد تا برای اولین بار به کاپ آسیا فیبا صعود کنند که در پایان مسابقات آن‌ها در رده هفتم قرار گرفتند. در سال ۲۰۰۵٬۲۰۰۱ و ۲۰۰۷ آن‌ها به فینال این مسابقات رسیدند اما هر سه بار به مدال نقره رسیدند. او همچنین به لبنان کمک کرد تا دو بار در سال‌های ۲۰۰۳ و ۲۰۰۹ به مقام چهارمی این مسابقات دست یابند. الخطیب و لبنان سه بار به جام جهانی بسکتبال صعود کردند. در مسابقات انتخابی بازی‌های المپیک ۲۰۰۸ آن‌ها با باخت مقابل یونان این مسابقات را از دست دادند. الخطیب در طی این سال‌ها با لبنان، جزو ۱۰ امتیازآور دو جام جهانی بود و لبنان طی این سه دوره، سال ۲۰۰۲ به مقام دهم، سال ۲۰۰۶ به مقام هشتم و سال ۲۰۱۰ به مقام یازدهم رسید.

## جایزه‌ها و دستاوردها
- بهترین بازیکن تازه‌کار در مسابقات مک دونالز ۱۹۹۹
- جام برندگان لبنان: ۱۹۹۵، ۱۹۹۷ ،۱۹۹۸، ۱۹۹۹، ۲۰۰۰، ۲۰۰۱، ۲۰۰۲، ۲۰۰۳
- کاپ فینالیست لبنان: ۲۰۰۴، ۲۰۰۶، ۲۰۰۷
- قهرمان لیگ لبنان: ۱۹۹۸، ۱۹۹۹ ،۲۰۰۰، ۲۰۰۱، ۲۰۰۲، ۲۰۰۳ ،۲۰۰۴، ۲۰۰۹، ۲۰۱۵
- نائب قهرمان لیگ لبنان: ۲۰۰۶، ۲۰۰۷ ،۲۰۱۰
- بهترین بازیکن داخلی لیگ لبنان: ۲۰۰۶، ۲۰۰۹، ۲۰۱۰
- عضو تیم سال لیگ لبنان: ۲۰۰۶، ۲۰۰۹، ۲۰۱۰
- بهترین بازیکن سال لیگ لبنان: ۲۰۰۱، ۲۰۰۲، ۲۰۰۳، ۲۰۰۴
- فصل ۲۰۰۶–۲۰۰۷ بهترین فوروارد سال لیگ لبنان
- فصل ۲۰۰۹–۲۰۱۰ بیشترین میانگین امتیاز در لیگ لبنان با ۲۹٫۶ امتیاز در هر بازی
- چهارمی کاپ بسکتبال پادشاه عبدالله به همراه تیم ملی بسکتبال لبنان
- کاپ قهرمانی اعراب: ۱۹۹۸، ۱۹۹۹
- قهرمانی آواگادوگو
- تیم ملی نظامی لبنان: ۲۰۰۰
- قهرمان غرب آسیا: ۲۰۰۰، ۲۰۰۱
- MVP غرب آسیا: ۲۰۰۱، ۲۰۰۲
- قهرمان لیگ عادی سوریه: ۲۰۰۵
- عضو تیم مسابقات بسکتبال قهرمانی باشگاه‌های آسیا: ۲۰۰۵
- MVP بسکتبال قهرمانی باشگاه‌های آسیا: ۲۰۰۵ (ساجس)، ۲۰۱۱ (الریادی)
- مدال نقره کاپ آسیا فیبا: ۲۰۰۱، ۲۰۰۵، ۲۰۰۷
- عضو تیم مسابقات کاپ آسیا فیبا: ۲۰۰۱، ۲۰۰۵
- بهترین فوروارد کاپ آسیا فیبا: ۲۰۰۵
- دومین میانگین امتیاز کاپ آسیا فیبا۲۰۰۵ با ۲۷٫۳ امتیاز در هر بازی
- مدال طلا جام استانکوویچ: ۲۰۱۰
- عضو تیم مسابقات جام باشگاه‌های اعراب: ۲۰۱۰
- بهترین بازیکن جام باشگاه‌های اعراب: ۲۰۱۰
- مدال طلا جام باشگاه‌های اعراب: ۲۰۱۰
- مدال برنز Efes Pilsen World Cup 9